# Controguerra Riesling
Pour les articles homonymes, voir Riesling.
Le Controguerra Riesling est un vin italien de la région Abruzzes doté d'une appellation DOC depuis le 20 août 1996. Seuls ont droit à la DOC les vins blancs récoltés à l'intérieur de l'aire de production définie par le décret.

## Aire de production
Les vignobles autorisés se situent en province de Teramo dans les communes de Controguerra, Torano Nuovo, Ancarano, Corropoli et Colonnella.

## Caractéristiques organoleptiques
- couleur : jaune paille avec des reflets verts
- odeur: caractéristique et agréable
- saveur: sèche, frais, harmonique

Le Controguerra Riesling se déguste à une température de 9 – 11 °C et il se gardera 2 – 3 ans.

## Production
Province, saison, volume en hectolitres :
- pas de données disponible